# Кастельно-д'Озан
Кастельно́-д'Оза́н (фр. Castelnau-d'Auzan) — колишній муніципалітет у Франції, у регіоні Окситанія, департамент Жер. Населення — 1065 осіб (2011).
Муніципалітет був розташований на відстані близько 580 км на південь від Парижа, 120 км на захід від Тулузи, 55 км на північний захід від Оша.

## Історія
До 2015 року муніципалітет перебував у складі регіону Південь-Піренеї. Від 1 січня 2016 року належав до нового об'єднаного регіону Окситанія.
1 січня 2016 року Кастельно-д'Озан і Лабаррер було об'єднано в новий муніципалітет Кастельно-д'Озан-Лабаррер.

## Демографія
Динаміка населення (INSEE ):
Розподіл населення за віком та статтю (2006):
| Стать | Всього | До 15 років | 15-24 | 25-44 | 45-64 | 65-85 | Понад 85 |
| --- | ------ | ----------- | ----- | ----- | ----- | ----- | -------- |
| Чоловіки | 501    | 73          | 40    | 97    | 154   | 133   | 4        |
| Жінки | 591    | 72          | 48    | 112   | 168   | 175   | 16       |
| \| Статево-вікова піраміда \| Статево-вікова піраміда \| Статево-вікова піраміда \| \| ----------------------- \| ----------------------- \| ----------------------- \| \| Чоловіки \| Вік \| Жінки \| \| 4 \| 85 + \| 16 \| \| 16 \| 80-84 \| 45 \| \| 32 \| 75-79 \| 53 \| \| 32 \| 70-74 \| 32 \| \| 53 \| 65-69 \| 45 \| \| 20 \| 60-64 \| 37 \| \| 49 \| 55-59 \| 41 \| \| 57 \| 50-54 \| 41 \| \| 28 \| 45-49 \| 49 \| \| 37 \| 40-44 \| 28 \| \| 32 \| 35-39 \| 32 \| \| 20 \| 30-34 \| 28 \| \| 8 \| 25-29 \| 24 \| \| 24 \| 20-24 \| 20 \| \| 16 \| 15-20 \| 28 \| \| 4 \| 10-14 \| 28 \| \| 37 \| 5-9 \| 24 \| \| 32 \| 0-4 \| 20 \| |        |             |       |       |       |       |          |
| Статево-вікова піраміда |        |             |       |       |       |       |          |
| Чоловіки | Вік    | Жінки       |       |       |       |       |          |
| 4 | 85 +   | 16          |       |       |       |       |          |
| 16 | 80-84  | 45          |       |       |       |       |          |
| 32 | 75-79  | 53          |       |       |       |       |          |
| 32 | 70-74  | 32          |       |       |       |       |          |
| 53 | 65-69  | 45          |       |       |       |       |          |
| 20 | 60-64  | 37          |       |       |       |       |          |
| 49 | 55-59  | 41          |       |       |       |       |          |
| 57 | 50-54  | 41          |       |       |       |       |          |
| 28 | 45-49  | 49          |       |       |       |       |          |
| 37 | 40-44  | 28          |       |       |       |       |          |
| 32 | 35-39  | 32          |       |       |       |       |          |
| 20 | 30-34  | 28          |       |       |       |       |          |
| 8 | 25-29  | 24          |       |       |       |       |          |
| 24 | 20-24  | 20          |       |       |       |       |          |
| 16 | 15-20  | 28          |       |       |       |       |          |
| 4 | 10-14  | 28          |       |       |       |       |          |
| 37 | 5-9    | 24          |       |       |       |       |          |
| 32 | 0-4    | 20          |       |       |       |       |          |

## Економіка
2010 року серед 597 осіб працездатного віку (15—64 років) 413 були активними, 184 — неактивними (показник активності 69,2%, у 1999 році було 66,2%). З 413 активних мешканців працювало 380 осіб (193 чоловіки та 187 жінок), безробітними було 33 (14 чоловіків та 19 жінок). Серед 184 неактивних 34 особи були учнями чи студентами, 92 — пенсіонерами, 58 були неактивними з інших причин.

У 2010 році в муніципалітеті числилось 477 оподаткованих домогосподарств, у яких проживали 1033,0 особи, медіана доходів виносила 15 063 євро на одного особоспоживача